# پورن انتقامی

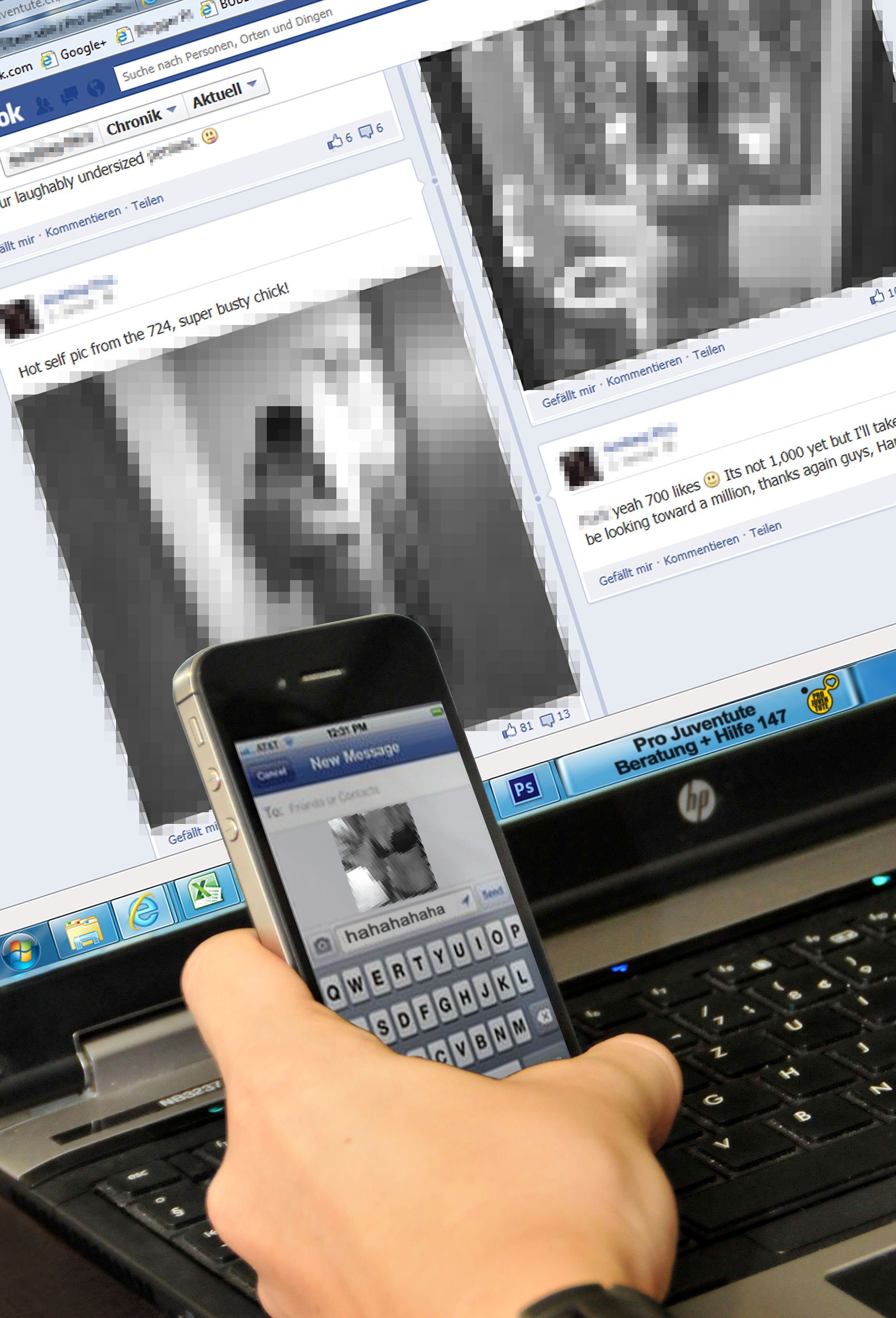
پورن انتقام جویانه در فیسبوک

پورنوگرافی انتقامی (انگلیسی: Revenge pornography) یا به بیان غیررسمی پورن انتقامی (انگلیسی: Revenge porn) انتشار تصاویر جنسی صریح از یک یا چند نفر است که بدون هیچ ربطی و بدون رضایت آن‌ها از طریق هر نوع رسانه توزیع شده باشد. پورن انتقامی نوعی آزار و اخاذی از طریق انتشار یا تهدید به انتشار تصاویر خصوصی عمدتاً برهنه یا جنسی واقعی یا گاهی ساختگی افراد است. این تصاویر پورنوگرافی یا هرزه‌نگاری ممکن است توسط یک شریک زندگی از یک رابطهٔ صمیمی با آگاهی و رضایت قربانی یا بدون آگاهی او تهیه شده باشد. مجرمان با در اختیار داشتن این تصاویر و با سوءاستفاده از این اطلاعات ممکن است با تهدید به بدنام کردن قربانی از آن برای باج‌خواهی از افراد، اجبار به انجام اعمال جنسی دیگر یا ادامهٔ یک رابطه یا به عنوان مجازاتی برای پایان دادن به یک رابطه استفاده کنند. پورن انتقامی معمولاً از سوی شریک جنسی افراد و بعد از آن استفاده می‌شود که رابطهٔ زوج به دنبال بروز اختلاف به پایان رسیده است.
به عبارت دیگر پورن انتقامی نوعی سوءاستفاده از تصاویر شخصی است که با هدف انتقام، آزار یا اخاذی انجام می‌شود. این تصاویر ممکن است واقعی یا ساختگی باشد که بدون اجازهٔ شخصی که در تصویرها حضور دارد، منتشر می‌شود. اغلب شخص در حالت برهنگی یا عمل جنسی است. انتشار تصویر ممکن است به شکل دیجیتال در فضای اینترنت باشد، با ایمیل فرستاده شود یا به شکل سنتی تصاویر چاپی پست شود. استفاده از فتوشاپ و ساختن تصویرهای غیرواقعی از دیگر انواع سوءاستفادهٔ تصویری است.
اگر هدف از انتشار تصاویر، انتقام‌گیری شخصی باشد، این کار اغلب ممکن است از سوی دوست یا شریک زندگی سابق شخص، انجام شود که می‌خواهند با این کار شخص را آزار دهند. در بعضی موارد مانند خشونت خانگی، این کار می‌تواند به شیوه‌ای برای تهدید و ارعاب تبدیل شود. اخاذی از طریق تهدید به انتشار این تصاویر یا درخواست پول در ازای حذف این تصاویر از سایت‌های «پورن انتقامی» که برای آزار و اذیت افراد درست شده‌اند، انجام می‌پذیرد.
در مواردی هم به ویژه در گروه‌های سنی پایین، انتشار تصاویر خصوصی از سوی دوستان و بدون هدف خاصی انجام می‌شود. مانند یک شوخی که ممکن است تبعات آزاردهندهٔ بسیاری به دنبال داشته باشد.

## گستردگی
افزایش انتشار تصاویر شخصی در فضای اینترنت و استفادهٔ همگانی از گوشی‌های تلفن هوشمند مجهز به دوربین باعث افزایش چنین جرائمی شده است.
یک تحقیق مفصل بر روی «پورن انتقامی» که توسط پژوهشگران دانشگاه مانش استرالیا و مؤسسهٔ سلطنتی فناوری ملبورن انجام شده نشان می‌دهد که از هر پنج شهروند این کشور یک نفر آزار و اخاذی از طریق تصاویر و فیلم‌های خصوصی را تجربه کرده است. بر اساس نتایج این نظرسنجی جامع که بر روی بیش از ۴۲۰۰ نفر از شهروندان استرالیا انجام شده است، زنان و مردان به اندازهٔ مساوی هدف پورن انتقامی قرار گرفته‌اند. در میان افرادی که دراین مطالعه بررسی شده‌اند ۲۰ درصد گفته‌اند که شریک آن‌ها بدون رضایتشان تصاویر برهنه یا جنسی از آن‌ها گرفته است و ۱۱ درصد نیز گفته‌اند که تصاویرشان بدون اجازهٔ آن‌ها منتشر شده است. این مطالعه نشان می‌دهد که ۷۶ درصد قربانیان پورن انتقامی هیچ اقدامی نمی‌کنند، چون بیشتر آن‌ها نمی‌دانند باید چه‌کار کنند. بر اساس این تحقیق مردان با احتمال بیشتری عاملان پورن انتقامی بوده‌اند در حالی که زنان احتیاط بیشتری برای حفظ امنیت شخصی و حریم خصوصی خود داشته‌اند. ۲۰ درصد استرالیایی‌هایی که بین ۱۶ تا ۴۹ سال دارند تجربهٔ سوءاستفاده از تصاویرشان را داشته‌اند.

## وضعیت حقوقی
در بسیاری از کشورهای جهان، سوءاستفاده از عکس‌ها و فیلم‌های خصوصی افراد و «پورن انتقامی» جرم است و مجازات‌های سنگین دارد. در سال‌های اخیر قوانین ممنوعیت انتقام‌گیری از پورنوگرافی به سرعت در حال گسترش بوده‌اند. برخی عوامل مرتبط عبارتند از فقدان درک شدت مسئله، نگرانی‌های آزادی گفتار در این باره و اعتقاد به اینکه قوانین موجود بتواند حفاظت کافی را از قربانیان فراهم آورد.
به عنوان مثال در یک مورد نه‌چندان جنجالی در آوریل ۲۰۱۸ دادگاهی در کالیفرنیای آمریکا یک زن قربانی پورن انتقامی را مستحق دریافت ۶ میلیون و ۴۰۰ هزار دلار غرامت دانست.

### ایران
گزارش‌های متعددی از تجربه‌های اخاذی در فضای آنلاین و پورن انتقامی در افغانستان و ایران منتشر شده است. در ایران مجازات سوءاستفاده از عکس و فیلم‌های خصوصی بر اساس فصل پنجم ماده ۱۷ قانون جرایم رایانه‌ای، حبس از ۹۱ روز تا دو سال یا جزای نقدی از پنج تا چهل میلیون ریال یا هر دو مجازات همزمان تعیین شده است.
سایت پلیس فضای تولید و تبادل اطلاعات ناجا (فتا) گزارش داده که در حال حاضر سوءاستفاده از فیلم و عکس‌های خصوصی و خانوادگی افراد «یکی از جرائم قابل توجه» در ایران است و بخشی از پرونده‌های محاکم قضایی ایران را به خود اختصاص داده است.

## برخورد با قربانی
اگر یکی از نزدیکان شما قربانی سوءاستفاده تصویری شد پیش از هر چیز به او اطمینان دهید که او در این جریان مقصر نبوده است. قربانی سوءاستفاده از تصاویر، معمولاً غمگین، وحشتزده و عصبانی است. سعی کنید در کنار آنها باشید حتی اگر آنها شما را از خودشان دور می‌کنند، مطمئن شوید که حالشان خوب است. انتقام و اخاذی در اینترنت با انتشار تصاویر برهنه، گاهی قربانیان را وادار به خودکشی کرده است. قربانی را تشویق کنید که از حمایت‌های قانونی و مشاوره‌های روانی استفاده کند.